# Лінія Ейлера

Пряма Ейлера (червона) — це пряма, яка проходить через центроїд (помаранчевий), ортоцентр (синій), центр описаного кола (зелений) та центр кола дев'яти точок (червоний).

В геометрії пряма Ейлера, названа на честь Леонарда Ейлера, — це пряма, яка визначена для будь-якого трикутника відмінного від рівностороннього. Вона є центральною прямою трикутника і проходить через кілька важливих точок, які визначаються по трикутнику, включаючи ортоцентр, описане коло, центроїд, точку Ексетера та центр кола дев'яти точок трикутника.
Поняття прямої Ейлера в трикутнику поширюється на пряму Ейлера для інших фігур, такі як чотирикутник і тетраедр.

## Центри трикутника на прямій Ейлера

### Окремі центри
У 1765 році Ейлер показав, що в будь-якому трикутнику ортоцентр, центр описаного кола та центроїд лежать на одній прямій. Ця властивість справедлива і для іншого центра трикутника, — центра кола дев'яти точок, хоча він не був визначений за часів Ейлера. У рівносторонніх трикутниках ці чотири точки збігаються, але в будь-якому іншому трикутнику всі вони відрізняються один від одного, і пряма Ейлера визначається будь-якими двома з них.
Інші визначні точки, які лежать на прямій Ейлера, включають точку Лонгшампа, точку Шифлера, точку Ексетера та перспектор Госсара. Однак центр вписаного кола, зазвичай, не лежить на прямій Ейлера; він знаходиться на прямій Ейлера лише для рівнобедрених трикутників, для якої пряма Ейлера збігається з віссю симетрії трикутника і містить усі центри трикутника.
Тангенціальний трикутник опорного трикутника дотичний до кола описаного навколо останнього у вершинах опорного трикутника. Цент кола описаного навколо дотичного трикутника лежить на прямій Ейлера опорного трикутника:p. 447:p.104,#211;p.242,#346. Центр подібності ортичного трикутника (утвореного основами висот) та дотичного трикутника також знаходиться на прямій Ейлера:p. 447:p. 102.

### Векторне доведення
Розглянемо трикутник {\displaystyle ABC}. Довести, що центр описаного кола {\displaystyle O}, центроїд {\displaystyle G} та ортоцентр {\displaystyle H} є колінеарними, можна за допомогою векторів. По-перше, {\displaystyle G} задовольняє відношенню:
{\displaystyle {\vec {GA}}+{\vec {GB}}+{\vec {GC}}=0.}
Це випливає з того, що модулі барицентричних координат {\displaystyle G} відносяться як {\displaystyle {\frac {1}{3}}:{\frac {1}{3}}:{\frac {1}{3}}}. Далі, задача Сильвестра інтерпретується як
{\displaystyle {\vec {OH}}={\vec {OA}}+{\vec {OB}}+{\vec {OC}}.}
Тепер, за допомогою векторного додавання, отримаємо, що
{\displaystyle {\vec {GO}}={\vec {GA}}+{\vec {AO}}\,{\mbox{(}}\triangle AGO{\mbox{)}},\,{\vec {GO}}={\vec {GB}}+{\vec {BO}}\,{\mbox{(}}\triangle BGO{\mbox{)}},\,{\vec {GO}}={\vec {GC}}+{\vec {CO}}\,{\mbox{(}}\triangle CGO{\mbox{)}}.}
Додаючи усі ці три вирази, отримаємо, що
{\displaystyle 3\cdot {\vec {GO}}=\left({\vec {GA}}+{\vec {GB}}+{\vec {GC}}\right)+\left({\vec {AO}}+{\vec {BO}}+{\vec {CO}}\right)=0-\left({\vec {OA}}+{\vec {OB}}+{\vec {OC}}\right)=-{\vec {OH}}.}
Остаточно, {\displaystyle 3\cdot {\vec {OG}}={\vec {OH}}} і три точки {\displaystyle O}, {\displaystyle G} і {\displaystyle H} (у такій послідовності) будуть колінеарними.
У книзі Доррі пряма Ейлера та проблема Сильвестра об'єднані в одне доведення. Однак більшість доказів задачі Сильвестра спираються на основні властивості вільних векторів, незалежно від прямої Ейлера.

### Відстані між центрами
На прямій Ейлера центроїд {\displaystyle G} знаходиться між центром описаного кола {\displaystyle O} і ортоцентром {\displaystyle H}, і вдвічі далі від ортоцентра, ніж від центра описаного кола:p.102:
{\displaystyle GH=2GO;}
{\displaystyle OH=3GO.}
Відрізок {\displaystyle GH} — це діаметр ортоцентроїдального кола.
Центр {\displaystyle N} кола дев'яти точок лежить уздовж прямої Ейлера посередині між ортоцентром і центром описаного кола:
{\displaystyle ON=NH,\quad OG=2\cdot GN,\quad NH=3GN.}
Таким чином, пряма Ейлера може бути представлена на числовій прямій з центром описаного кола {\displaystyle O} розташованим у 0, центроїдом {\displaystyle G} в 2{\displaystyle t}, центром кола дев'яти точок у 3{\displaystyle t} і ортоцентрі {\displaystyle H} в 6{\displaystyle t}, для деякого коефіцієнту масштабу {\displaystyle t}. Крім того, квадрат відстані між центроїдом та центром описаного кола на прямій Ейлера менше, ніж R2 описаного кола на величину, яка дорівнює 1/9 сумі квадратів сторін трикутника {\displaystyle a}, {\displaystyle b} та {\displaystyle c}:p.71:
{\displaystyle GO^{2}=R^{2}-{\tfrac {1}{9}}(a^{2}+b^{2}+c^{2}).}
Також виконуються:p.102,
{\displaystyle OH^{2}=9R^{2}-(a^{2}+b^{2}+c^{2});}
{\displaystyle GH^{2}=4R^{2}-{\tfrac {4}{9}}(a^{2}+b^{2}+c^{2}).}

## Представлення
Нехай A, B, C позначають кути вершин трикутника, x : y : z — задають координати точки у трилінійних координатах; тоді рівнянням прямої Ейлера буде
{\displaystyle \sin(2A)\sin(B-C)x+\sin(2B)\sin(C-A)y+\sin(2C)\sin(A-B)z=0.}
Рівняння для прямої Ейлера в барицентричних координатах {\displaystyle \alpha :\beta :\gamma }:
{\displaystyle (\mathop {\rm {tg}} C-\mathop {\rm {tg}} B)\alpha +(\mathop {\rm {tg}} A-\mathop {\rm {tg}} C)\beta +(\mathop {\rm {tg}} B-\mathop {\rm {tg}} A)\gamma =0.}

### Параметричне представлення
Інший спосіб представити пряму Ейлера — залежною від параметра t. Скористаємось трилінійними координатами двох точок — центром описаного кола (з трилінійними координатами {\displaystyle \cos A:\cos B:\cos C}) та ортоцентром (з трилінійними координатами {\displaystyle \sec A:\sec B:\sec C=\cos B\cos C:\cos C\cos A:\cos A\cos B)}. Тоді кожна точка на прямій Ейлера, крім ортоцентра, задається трилінійними координатами
{\displaystyle \cos A+t\cos B\cos C:\cos B+t\cos C\cos A:\cos C+t\cos A\cos B}
як лінійна комбінація трилінійними координат цих двох точок, для деякого t.
Наприклад:
- Центр описаного кола має трилінійні координати {\displaystyle \cos A:\cos B:\cos C}, що відповідає значенню параметра {\displaystyle t=0.}
- Центроїд має трилінійні координати {\displaystyle \cos A+\cos B\cos C:\cos B+\cos C\cos A:\cos C+\cos A\cos B}, що відповідає значенню параметра {\displaystyle t=1.}
- Центр кола дев'яти точок має трилінійні координати {\displaystyle \cos A+2\cos B\cos C:\cos B+2\cos C\cos A:\cos C+2\cos A\cos B}, що відповідає значенню параметра {\displaystyle t=2.}
- Точка Лонгшампа[en] має трилінійні координати {\displaystyle \cos A-\cos B\cos C:\cos B-\cos C\cos A:\cos C-\cos A\cos B}, що відповідає значенню параметра {\displaystyle t=-1.}

### Нахил
У декартовій системі координат позначають нахили сторін трикутника як {\displaystyle m_{1},} {\displaystyle m_{2},} та {\displaystyle m_{3},} і позначають нахил його прямої Ейлера як {\displaystyle m_{E}}. Тоді вони пов'язані рівнянням:Lemma 1
{\displaystyle m_{1}m_{2}+m_{1}m_{3}+m_{1}m_{E}+m_{2}m_{3}+m_{2}m_{E}+m_{3}m_{E}+3m_{1}m_{2}m_{3}m_{E}+3=0.}
Таким чином, нахил прямої Ейлера (якщо він скінченний) виражається в термінах нахилів сторін як
{\displaystyle m_{E}=-{\frac {m_{1}m_{2}+m_{1}m_{3}+m_{2}m_{3}+3}{m_{1}+m_{2}+m_{3}+3m_{1}m_{2}m_{3}}}.}
Більше того, пряма Ейлера паралельна стороні гострого трикутника BC тоді і лише тоді, коли:p.173 {\displaystyle \mathop {\rm {tg}} B\mathop {\rm {tg}} C=3.}

## Зв'язок з вписаними рівносторонніми трикутниками
Геометричне місце точок центроїдів рівносторонніх трикутників, вписаних у даний трикутник, утворена двома прямими, перпендикулярними прямій Ейлера даного трикутника:Coro. 4.

## У спеціальних трикутниках

### Прямокутний трикутник
У прямокутному трикутнику пряма Ейлера збігається з медіаною проведеною до гіпотенузи, тобто вона проходить через вершину прямого кута і через середину сторони, протилежну цій вершині. Це тому, що ортоцентр прямокутного трикутника, перетин його висот потрапляє у вершину прямого кута, тоді як його центр описаного кола, перетин серединних перпендикулярів до сторін, потрапляє на середину гіпотенузи.

### Рівнобедрений трикутник
Пряма Ейлера в рівнобедреному трикутнику збігається з віссю симетрії. У рівнобедреному трикутнику центр вписаного кола потрапляє на лінію Ейлера.